# Jakob Zellweger-Wetter

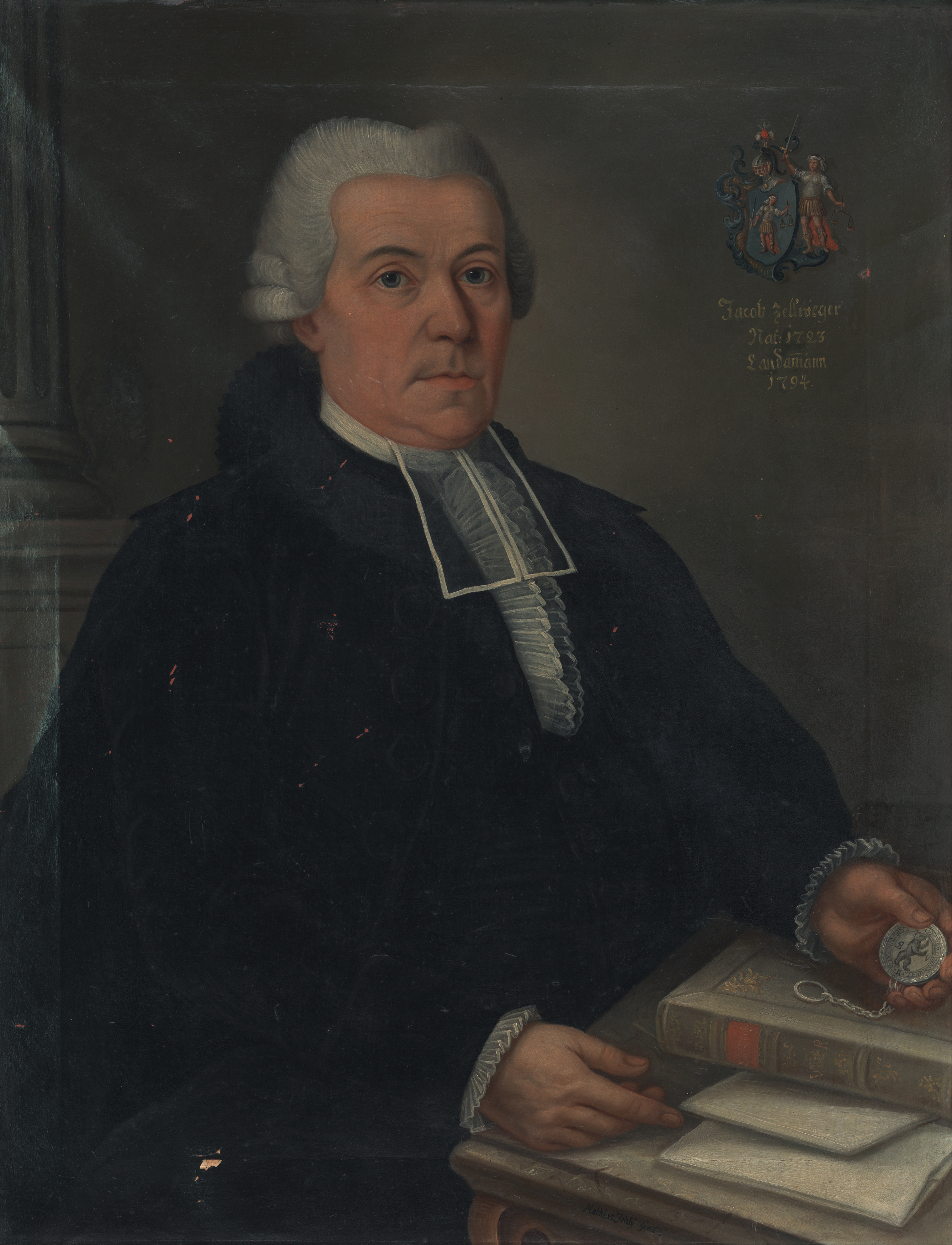
Jakob Zellweger-Wetter, 30. Landammann von Appenzell Ausserrhoden, Gemälde von Johann Mathias Jehly (1794)

Jakob Zellweger-Wetter (* 22. Dezember 1723 in Lyon; † 16. Dezember 1808 in Trogen; heimatberechtigt in Trogen) war ein Schweizer Kaufmann, Textilunternehmer, Ratsherr, langjähriges Mitglied des Kleinen Rats, Landammann und Tagsatzungsgesandter aus dem Kanton Appenzell Ausserrhoden.

## Leben
Jakob Zellweger-Wetter war ein Sohn von Johannes Zellweger. Im Jahr 1754 heiratete er Anna Maria Wetter, Tochter des Johann Laurenz Wetter, Kaufmann.
Er leitete die Filiale des väterlichen Handelshauses in Lyon bis 1762. Anschliessend führte er das Geschäft am Stammsitz in Trogen. 1774 trennte er sich von seinem Geschäftspartner und Bruder Johannes Zellweger. Er gründete die Handelsfirma Zellweger älter & Compagnie mit Filialen in Lyon und Genua.
1762 war er Ratsherr in Trogen. Von 1780 bis 1781 amtierte er als Ausserrhoder Landeshauptmann und von 1781 bis 1782 als Landesseckelmeister. Ab 1783 bis 1793 war er Landesstatthalter. Von 1794 bis 1797 versah er das Amt des Landammanns und Tagsatzungsgesandten. Das Jahr 1798 verbrachte er im Exil in Vorarlberg. 1799 war er Landammann der Interimsregierung.
Zellweger liess von 1760 bis 1763 das mit prachtvollen Stukkaturen versehene spätere Trogener Pfarrhaus bauen. Er stiftete 1764 ein Armen- und Waisenhaus. Er finanzierte auch die repräsentative Ausstattung der von 1779 bis 1782 neu errichteten Kirche in Trogen mit. Als Vertreter des europäischen Handelskapitalismus stand er mit seinem Bruder auf dem Höhepunkt der appenzellischen Textilhandelshäuser.